# Sergio Álvarez (strzelec)
Sergio Álvarez Aguilera (ur. 12 sierpnia 1948 w prowincji Oriente) – kubański strzelec, olimpijczyk, multimedalista igrzysk Ameryki Środkowej i Karaibów.

## Przebieg kariery
Álvarez wziął udział w Letnich Igrzyskach Olimpijskich 1968, na których wystąpił w karabinie małokalibrowym w trzech postawach z 50 m. Zajął w tej konkurencji 43. miejsce wśród 62 strzelców.
Wielokrotny medalista igrzysk Ameryki Środkowej i Karaibów. Zdobył na nich siedem medali, w tym trzy złote, trzy srebrne i jeden brązowy. W zawodach indywidualnych trzykrotnie stał na podium, za każdym razem osiągając drugie miejsce. W 1970 roku dokonał tego w karabinie małokalibrowym w trzech postawach z 50 m i karabinie dowolnym w trzech postawach z 300 m. Na igrzyskach w 1974 roku powtórzył to osiągnięcie w karabinie małokalibrowym w trzech postawach z 50 m. 
Podczas Mistrzostw Ameryki 1973 zajął indywidualnie siódme miejsce w karabinie małokalibrowym w trzech postawach z 50 m, oraz w karabinie standardowym w trzech postawach z 50 m.

## Wyniki olimpijskie
| Igrzyska    | Konkurencja                               | Wynik                     | Miejsce | Źródło |
| ----------- | ----------------------------------------- | ------------------------- | ------- | ------ |
| Meksyk 1968 | Karabin małokalibrowy, trzy postawy, 50 m | 1122 punkty (395–371–356) | 43      | [ 2 ]  |